# Troca de Calçada
"Troca de Calçada" é uma canção da cantora e compositora Marília Mendonça. Foi lançada em janeiro de 2021 como o terceiro single do EP Nosso Amor Envelheceu.

## Composição
Em 2018, Marília Mendonça se reuniu com Juliano Tchula, seu principal parceiro criativo, e Vitor Ferrari para compor "Troca de Calçada". A música abordou a questão da prostituição pelo ponto de vista de uma mulher prostituta.
Na época de lançamento, a cantora afirmou que escolheu gravá-la por pedido dos fãs:

Essa música conta a história de uma prostituta. Acho que é uma das músicas mais fortes que tenho e me convenci a gravá-la por causa do Twitter.

## Gravação
A canção foi gravada em 17 de outubro de 2020, em Goiânia, durante a live Vem Aí, em que foram gravadas todas as canções de Nosso Amor Envelheceu (2021). A música contou com produção musical de Eduardo Pepato e direção de vídeo de Fernando Trevisan (Catatau).

## Projeto gráfico
A capa de "Troca de Calçada" é uma ilustração baseada na pintura O Terraço do Café na Place du Forum, Arles, à Noite, de Vincent van Gogh.

## Lançamento e recepção
"Troca de Calçada" foi lançada em 29 de janeiro de 2021 como o terceiro single de Nosso Amor Envelheceu, com música e videoclipes disponibilizados na mesma data. A música foi um sucesso comercial imediato e foi a faixa de maior sucesso do trabalho. O vídeo alcançou 5 milhões de visualizações em cerca de uma semana e 15 milhões em menos de um mês. Em dezembro de 2021, o videoclipe somava cerca de 130 milhões de visualizações.
Em reportagem promovida pelo jornalista Leo Dias, a canção recebeu elogios de prostitutas. Na ocasião de morte da cantora, em novembro de 2021, a música se tornou a mais tocada de Marília (desconsiderando as parcerias com Maiara & Maraisa) e foi a 145ª do ranking mundial do Spotify.
Os jornalistas Braulio Lorentz e Rodrigo Ortega consideraram "Troca de Calçada" uma das cinco melhores músicas da carreira de Marília Mendonça, destacando o aspecto autoral que não estava presente nos lançamentos anteriores da cantora: "Marília era refém da personagem de sofredora que havia criado. Por isso ficou pelo menos três anos sem lançar músicas próprias sobre traições, bares e sofrimento. Só cantava novas letras dos outros", disseram eles. Fernando Berenguel, para o UOL, comparou "Troca de Calçada" com "Geni e o Zepelim" de Chico Buarque, afirmando que a canção "subverte qualquer lógica patriarcal ao colocar uma prostituta envergonhada como protagonista".
Apesar da temática menos convencional, Marília Mendonça manteve "Troca de Calçada" como seu single mais recente e em destaque por vários meses, até finalmente apresentar "Rosa Embriagada", que estava prevista para fevereiro, somente no final de abril de 2021. A música também fez parte das lives e shows posteriores da artista. Marília também cantou a canção em sua última participação no Programa do Ratinho, em junho de 2021.

## Prêmios e indicações
"Troca de Calçada" ganhou o prêmio de Melhor Música Popular do WME Awards 2021.

## Vendas e certificações
| País   | Associação de gravadoras | Certificação | Vendas    |
| ------ | ------------------------ | ------------ | --------- |
| Brasil | Pro-Música Brasil        | - 3× Platina | - 240.000 |